# Microstachys chamaelea
Microstachys chamaelea là một loài thực vật có hoa trong họ Đại kích. Loài này được (L.) Müll.Arg. mô tả khoa học đầu tiên năm 1863.

## Hình ảnh

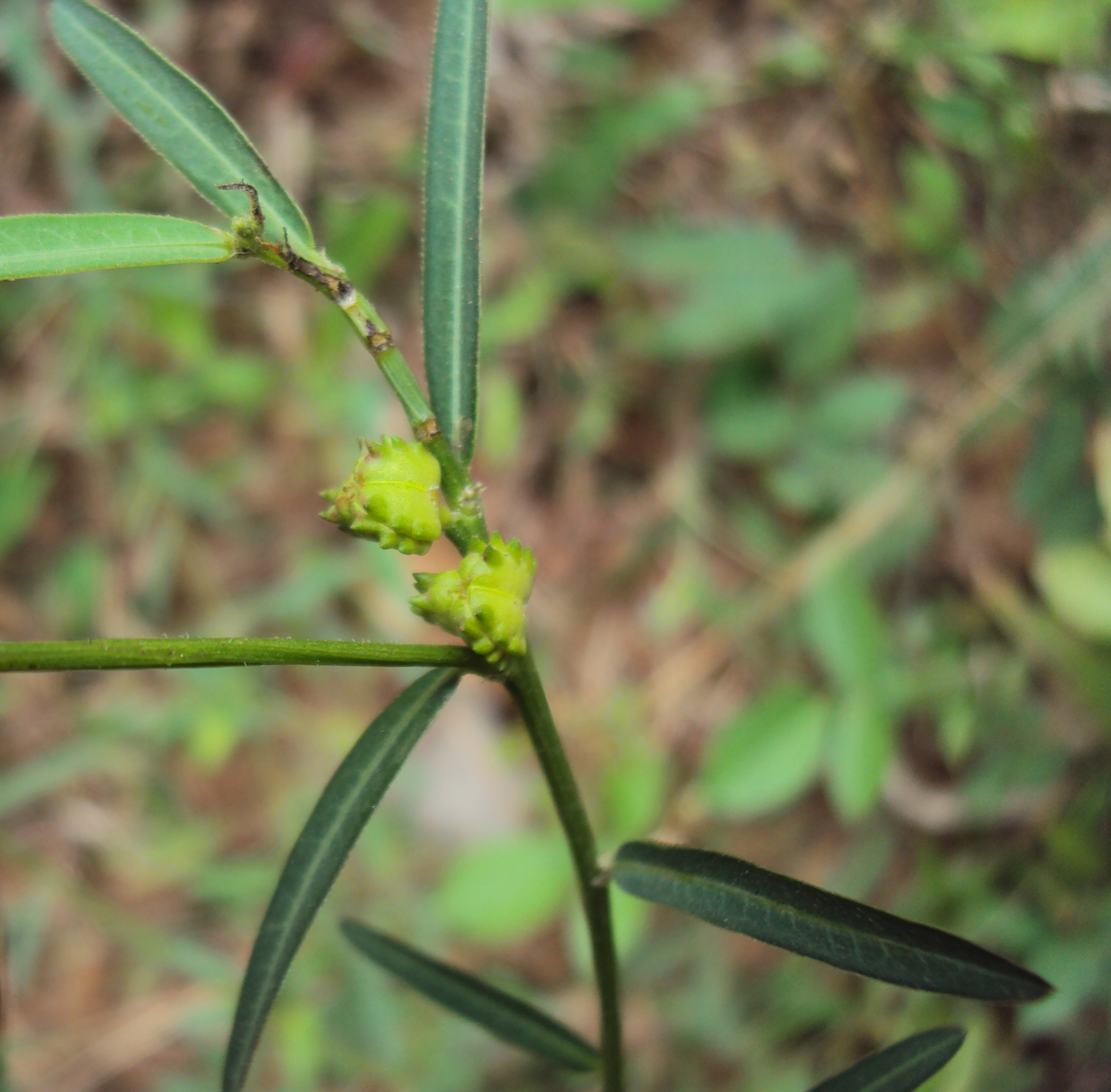
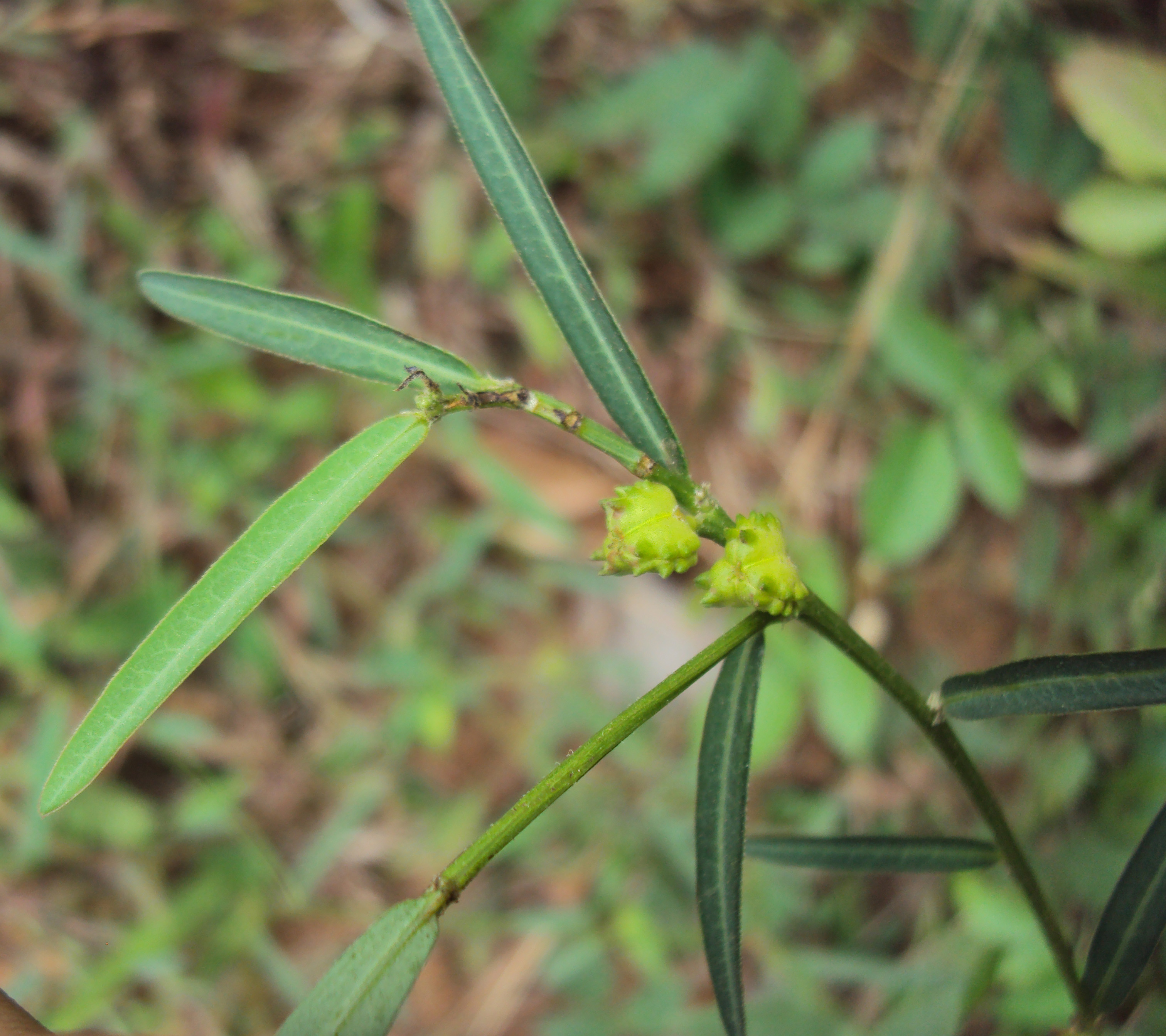
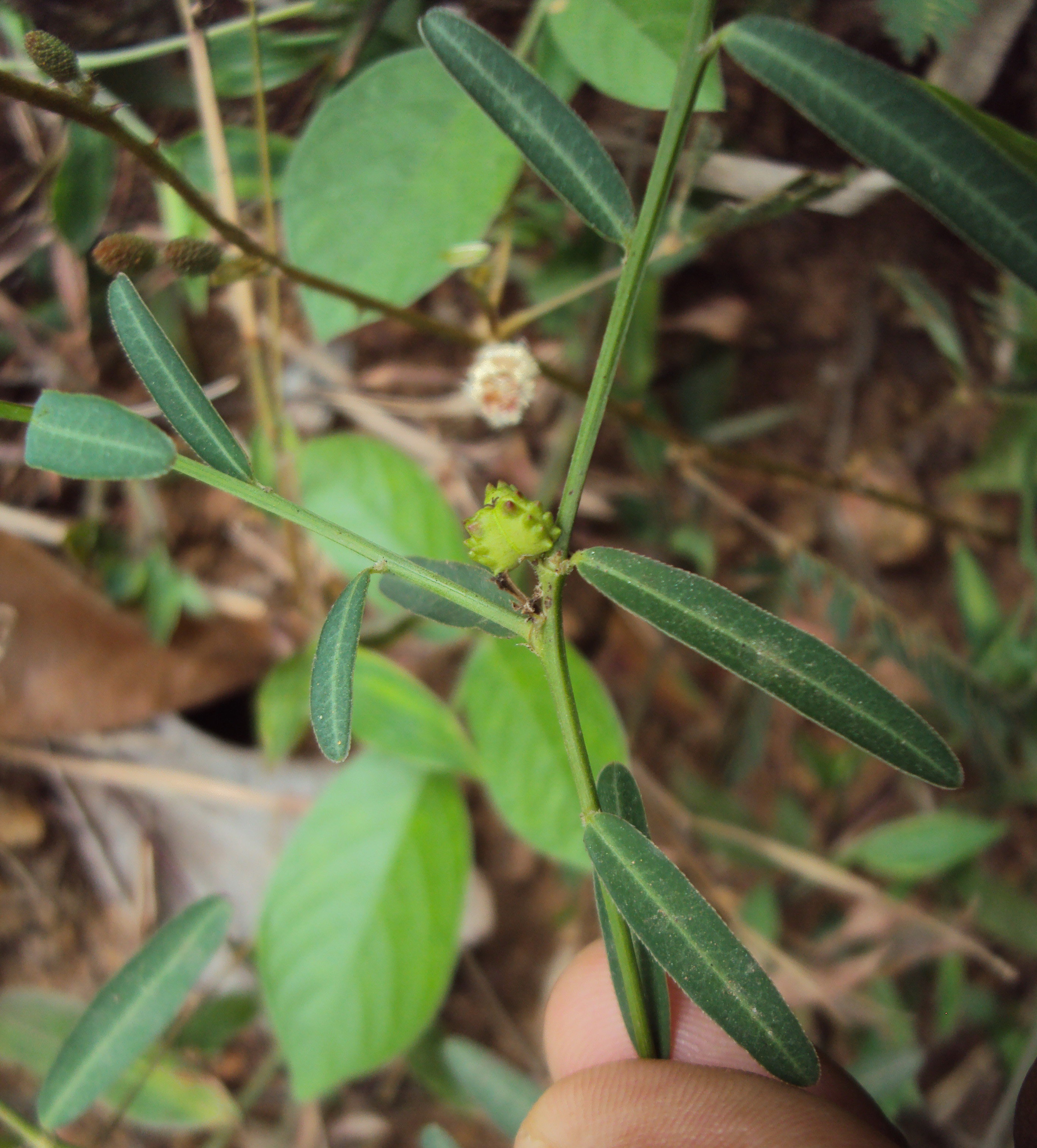
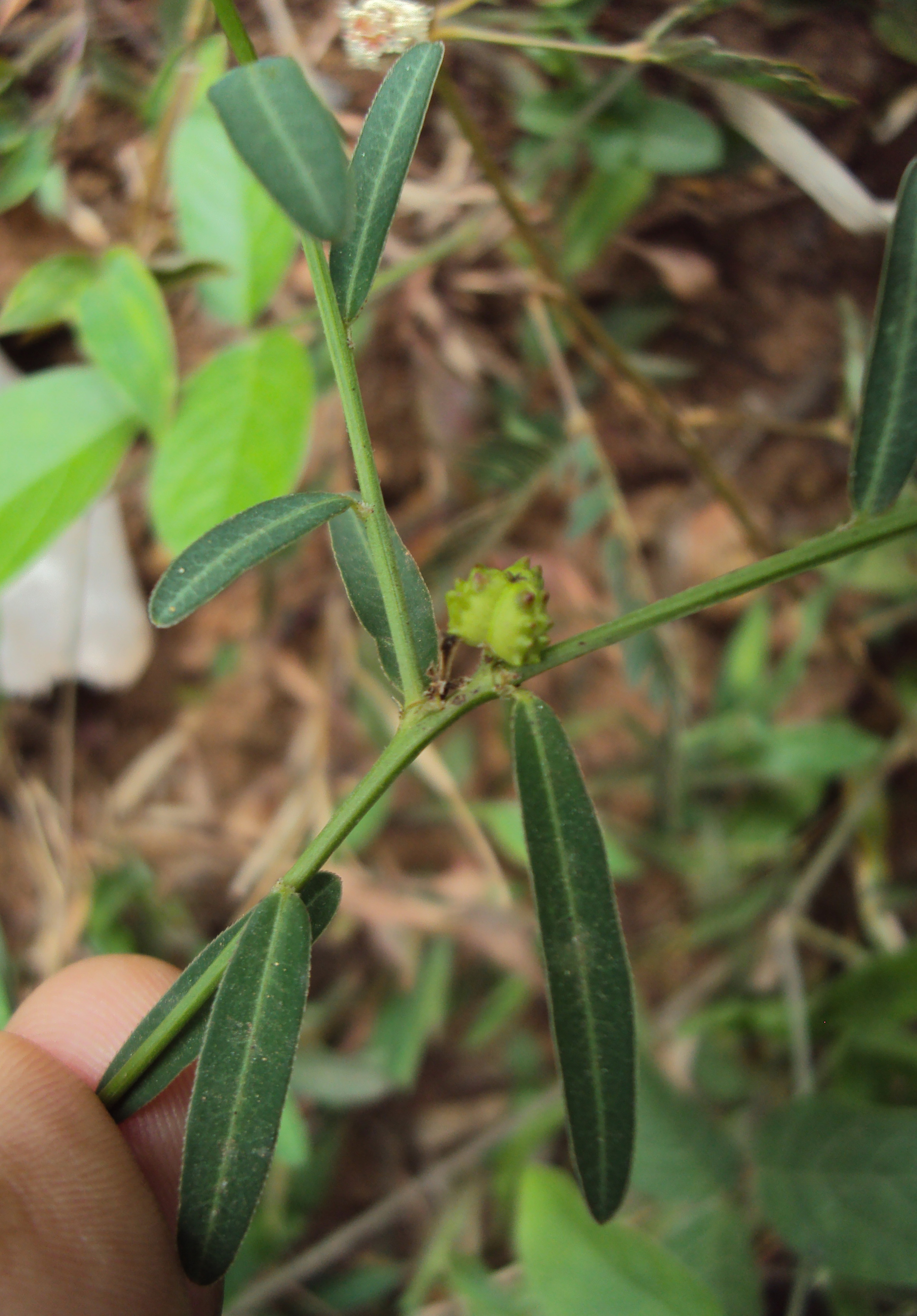